# Список глав государств в 1202 году
Список глав государств в 1201 году — 1202 год — Список глав государств в 1203 году — Список глав государств по годам

## Азия
- Аббасидский халифат — Ан-Насир Лидиниллах, халиф (1180 — 1225)
- Айюбиды —
  - Аз-Захир Гази, эмир Алеппо[англ.] (1193 — 1216)
  - Аль-Адиль I (Сайф ад-Дин), эмир Дамаска[англ.] (1196 — 1218)
  - Муизз аль-Дин Исмаил, эмир Йемена[англ.] (1197 — 1202)
  - Ан-Назир Айюб, эмир Йемена[англ.] (1202 — 1214)
  - Аль-Авхад Айюб, эмир Месопотамии[англ.] (1200 — 1210)
  - Аль-Мансур Мухаммад I, эмир Хамы[англ.] (1191 — 1221)
  - Аль-Муджахид Ширкух, эмир Хомса[англ.] (1186 — 1240)
- Анатолийские бейлики —
  - Артукиды —
  - * Насир ад-дин Махмуд ибн Мухаммад, эмир (Хисн Кайф) (1201 — 1222)
  - * Атрук-Арслан Насир, эмир (Мардин) (1201 — 1239)
  - Менгджуки (Менгучегиды) — Фахр ад-дин Бахрам-шах, бей (1155 — 1218)
  - Салтукиды —
  - * Алаэддин Мухаммед, эмир (1200 — 1202)
  - * в 1202 году ликвидированы Конийским султанатом
  - Шах-Армениды — Мухаммад ал-Мансур, эмир (1198 — 1206)
- Антиохийское княжество — Боэмунд IV, князь (1201 — 1216, 1219 — 1233)
- Восточно-Караханидское ханство —
  - Юсуф II Тамгач-хан, хан (в Кашгаре) (1180 — 1205)
  - Ахмад Кадыр-хан, хан (в Узкенде) (1178 — 1210)
- Грузинское царство — Тамара, царица (1184 — ок. 1213)
- Гуриды —
  - Гийас уд-Дин, султан (1163 — 1202)
  - Мухаммад Гури, султан (1202 — 1206)
  - Баха аль-Дин Сам II, малик (в Бамийане)[англ.] (1192 — 1206)
- Дайвьет — Ли Као Тонг, император (1175 — 1210)
- Дали (Дачжун) — Дуань Чжилян, король (1200 — 1204)
- Западно-Караханидское ханство — Осман, хан (1201 — 1212)
- Иерусалимское королевство — Изабелла, королева (1192 — 1205)
- Ильдегизиды — Абу Бакр, великий атабек (1191 — 1210)
- Индия —
  - Венад[англ.] — Маниканта Рама Варма Тирувади, махараджа (1195 — 1209)
  - Восточные Ганги[англ.] — Раджараджа II, царь (1198 — 1211)
  - Какатия — Ганапати, раджа (1199 — 1261)
  - Качари — Охак, царь (ок. 1180 — ок. 1210)
  - Кашмир (Лохара) — Ягадева, царь (1188 — 1212/1213)
  - Кхен — Притху, махараджа (1185 — 1228)
  - Пандья — Куласекаран I, раджа (1190 — 1216)
  - Парамара[англ.] — Субхатаварман, махараджа (1193 — 1210)
  - Сена — Лакшмана Сена, раджа (1179 — 1206)
  - Соланки — Бхимадева II Бхоло, раджа (1178 — 1242)
  - Хойсала — Вира Баллаладэва II, махараджадхираджа (1187 — 1220)
  - Чандела — Парамарди, раджа (1165 — 1203)
  - Чола — Кулоттунга Чола III, махараджа (1178 — 1218)
  - Ядавы (Сеунадеша) — Сингхана II, махараджа (1200 — 1247)
- Иран —
  -  Баванди — Ардашир I, испахбад (1173 — 1205)
  -  Хазараспиды — Абу Тахир ибн Мухаммад, атабек (1148 — 1203)
- Кедах — Мухаммад Шах, султан (1201 — 1236)
- Киликийское царство — Левон II, царь (1198 — 1219)
- Кипрское королевство — Амори I, король (1195 — 1205)
- Китай —
  -  Империя Сун  — Нин-цзун (Чжао Ко), император (1194 — 1224)
  - Западное Ся — Хуань-цзун (Ли Чунью), император (1193 — 1206)
  - Каракитайское ханство (Западное Ляо) — Елюй Чжулху, гурхан (1177 — 1213)
  - Цзинь — Ваньянь Мадагэ (Цжан-цзун), император (1189 — 1208)
- Кхмерская империя (Камбуджадеша) — Джайаварман VII, император (1178 — 1218)
- Конийский (Румский) султанат — Рукн ад-дин, султан (1196 — 1204)
- Корея (Корё)  — Синджон, ван (1197 — 1204)
- Лемро — Нгасу, царь (1201 — 1205)
- Мальдивы — Дихей, султан (1199 — 1214)
- Паган — Ситу II, царь (1174 — 1211)
- Полоннарува —
  - Сахасса Малла, царь (1200 — 1202)
  - Кальянавати, царь (1202 — 1208)
- Рюкю — Сюнтэн, ван (1187 — 1237)
- Сельджукиды — Нур ад-Дин Арслан-Шах I, эмир Мосула[англ.] (1193 — 1211)
- Сунда — Гуру Дармасикса, махараджа (1175 — 1297)
- Графство Триполи — Боэмунд IV, граф (1189 — 1233)
- Тямпа — Сурьяварман, князь (1190 — 1203)
- Государство Хорезмшахов — Ала ад-Дин Мухаммед II, хорезмшах (1200 — 1220)
- Ширван — Фарибурз II, ширваншах (1200 — 1204)
- Япония —
  - Цутимикадо, император (1198 — 1210)
  - Минамото-но Ёрииэ, сёгун (1202 — 1203)

## Америка
- Куско — Манко Капак, сапа инка (1200 — 1230)

## Африка
- Айюбиды — Аль-Адиль I, султан Египта (1200 — 1218)
- Альмохады — Мухаммад ибн Якуб ан-Насир, халиф (1199 — 1214)
- Бенинское царство — Эвека I, оба (1180 — 1246)
- Гана — Диара, царь (1180 — 1202)
- Канем — Абд аль Джелил Сельма I ибн Бироку, маи (1194 — 1221)
- Каниага — Сумангуру Кваннте, царь (ок. 1200 — 1235)
- Килва — Хусейн ибн Сулейман, султан (1191 — 1215)
- Нри[англ.] — Буифе, эзе (1159 — 1259)
- Эфиопия — Наакуето Лааб, император (1159 — 1207)

## Европа
- Англия — Иоанн Безземельный, король (1199 — 1216)
- Болгарское царство — Калоян, царь (1197 — 1207)
- Босния — Кулин, бан (1180 — 1204)
- Венгрия — Имре, король (1196 — 1204)
- Венецианская республика — Энрико Дандоло, дож (1192 — 1205)
- Византийская империя — Алексей III Ангел, император (1195 — 1203)
- Дания —
  - Кнуд VI, король (1182 — 1202)
  - Вальдемар II Победоносный, король (1202 — 1241)
- Ирландия —
  - Десмонд — Домналл Мор На Корра Маккарти, король (1185 — 1206)
  - Коннахт —
    - Катал Кробдерг мак Тойрдельбайг, король (1189 — 1224)
    - Катал Каррах, король (1189 — 1202)

  - Тир Эогайн — Аод Мейх мак Аода О’Нейлл, король (1196 — 1230)
  - Томонд — Конхобар Руад мак Домнайлл O’Брайен, король (1198 — 1203)
- Испания —
  - Ампурьяс — Уго IV, граф (ок. 1200 — 1230)
  - Арагон — Педро II, король (1196 — 1213)
  - Кастилия — Альфонсо VIII, король (1158 — 1214)
  - Леон — Альфонсо IX, король (1188 — 1230)
  - Майорка (тайфа) — Яхья, эмир (1187 — 1203)
  - Наварра — Санчо VII Сильный, король (1194 — 1234)
  - Пальярс Верхний — Гильельма, графиня (ок. 1199 — ок. 1229)
  - Прованс — Альфонсо II, граф (1196 — 1209)
  - Урхель — Эрменгол VIII, граф (1184 — 1209)
- Киевская Русь (Древнерусское государство) —
  -  Владимиро-Суздальское княжество — Всеволод Юрьевич Большое Гнездо, великий князь Владимирский (1176 — 1212)
  -  Киевское княжество — Ингварь Ярославич, великий князь Киевский (1201 — 1203, 1204, 1212)
  -  Белгородское княжество — Ростислав Рюрикович, князь (1189 — 1203)
  -  Галицко-Волынское княжество — Роман Мстиславич, князь (1199 — 1205)
  -  Луцкое княжество — Ингварь Ярославич, князь (1180 — 1220)
  -  Муромское княжество — Владимир Юрьевич, князь (1174 — 1203)
  -  Новгород-Северское княжество — Владимир Игоревич, князь (1198 — 1206)
  -  Новгородское княжество — Святослав Всеволодович, князь (1200 — 1205, 1208 — 1210)
  -  Переяславское княжество — Ярослав Всеволодович, князь (1200 — 1206)
  -  Полоцкое княжество — Владимир, князь (ок. 1186 — 1216)
    -  Витебское княжество — Василько Брячиславич, князь (1186 — 1221)

  -  Рязанское княжество — Роман Глебович, князь (1180 — 1207)
    -  Пронское княжество — Всеволод Глебович, князь (ок. 1185 — 1186, 1188 — 1207)

  -  Смоленское княжество — Мстислав Романович Старый, князь (1197 — 1214)
  -  Туровское княжество — Андрей Иванович, князь (1195 — 1223)
  -  Черниговское княжество — Всеволод Святославич Чермный, князь (1201 — 1210, 1214 — 1215)
- Норвегия —
  - Сверрир Сигурдссон, король (1184 — 1202)
  - Инге Магнуссон, король (1196 — 1202)
  - Хакон III, король (1202 — 1204)
- Орден меченосцев — Винно фон Рорбах, магистр (1202 — 1209)
- Островов королевство —
  - Дункан, король Островов и Аргайла (ок. 1200 — 1247)
  - Дугал II Скрич, король Островов и Аргайла (ок. 1200 — ок. 1235)
  - Ангус, король Островов и Гарморана (1164 — 1210)
  - Ранальд, король Островов и Кинтайра (1164 — 1209)
  - Рёгнвальд IV, король Островов и Мэна (1187 — 1226)
- Папская область — Иннокентий III, папа римский (1198 — 1216)
- Польша —
  - Краковское княжество —
    - Мешко III Старый, князь (1198 — 1199, 1199 — 1202)
    - Владислав III Тонконогий, князь (1202 — 1206, 1227 — 1229)

  - Великопольское княжество —
    - Мешко Старый, князь (1138 — 1179, 1181 — 1202)
    - Владислав III Тонконогий, князь (1202 — 1229)

  - Куявское княжество —
    - Лешек Белый, князь (1194 — 1202)
    - Конрад I Мазовецкий, князь (1202 — 1233)

  - Сандомирское княжество — Лешек Белый, князь (1194 — 1227)
  - Силезское княжество —
  - * Нижняя Силезия — Генрих I Бородатый, князь (1201 — 1238)
  - * Ратиборское княжество — Мешко I Плясоногий, князь (1173 — 1211)
  - Мазовецкое княжество — Конрад I, князь (1194 — 1247)
- Померания —
  - Богуслав II, герцог (1187 — 1211)
  - Казимир II, герцог (1187 — 1211)
- Померелия (Поморье) — Самбор I, князь (1177 — 1205)
- Португалия — Саншу I, король (1185 — 1212)
- Священная Римская империя —
  - Филипп Швабский, король Германии (1198 — 1208)
  - Оттон IV, король Германии (1198 — 1209)
  - Австрия — Леопольд VI, герцог (1198 — 1230)
  - Ангальт — Бернхард I, граф (1170 — 1212)
  - Бавария — Людвиг I, герцог (1183 — 1231)
  - Баден —
    - Герман V, маркграф (1190 — 1243)
    - Генрих I, маркграф (1190 — 1231)

  - Бар — Тибо I, граф (1190 — 1214)
  - Берг — Адольф III, граф (1189 — 1218)
  - Брабант — Генрих I Смелый, герцог (1183 — 1235)
  - Бранденбург — Оттон II, маркграф (1184 — 1205)
  - Бургундия (графство) — Жанна I, пфальцграфиня (1200 — 1206)
  - Вальдек — Герман I, граф (1184 — 1224)
  - Веймар-Орламюнде — Зигфрид III, граф (1176 — 1206)
  - Вестфалия — Адольф I фон Альтена, герцог (архиепископ Кёльна) (1193 — 1205, 1212 — 1215)
  - Вюртемберг —
    - Гартман, граф (1181 — ок. 1240)
    - Людвиг III, граф (1181 — ок. 1241)

  - Гелдерн — Оттон I, граф (1182 — 1207)
  - Голландия — Дирк VII, граф (1190 — 1203)
  - Гольштейн — Адольф III, граф (1164 — 1203)
  - Каринтия — Бернард, герцог (1201 — 1256)
  - Клеве — Дитрих V, граф (1201 — 1260)
  - Лимбург — Генрих III, герцог (1167 — 1221)
  - Лотарингия — Симон II, герцог (1176 — 1205)
  - Лужицкая (Саксонская Восточная) марка — Конрад II, маркграф (1190 — 1210)
  - Люксембург — Эрмезинда, графиня (1197 — 1247)
  - Марк — Адольф I, граф (1198 — 1249)
  - Мейсенская марка — Дитрих I, маркграф (1198 — 1221)
  - Мекленбург — Генрих Борвин I, князь (1178 — 1227)
  - Мерания — Бертольд IV, герцог (1180 — 1204)
  - Монбельяр — Ричард I, граф (1195 — 1204)
  - Монферрат — Бонифаций I, маркграф (1192 — 1207)
  - Намюр — Филипп I, маркграф (1195 — 1212)
  - Нассау —
    - Генрих II, граф (1198 — 1247)
    - Роберт IV, граф (1198 — 1230)

  - Ольденбург — Мориц I, граф (1167 — 1209)
  - Рейнский Пфальц — Генрих V, пфальцграф (1195 — 1212)
  - Саарбрюккен — Симон II, граф (1182 — 1207)
  - Савойя — Томас I, граф (1189 — 1233)
  - Саксония — Бернхард III, герцог (1180 — 1212)
  - Салуццо — Манфред II, маркграф (1175 — 1215)
  - Тироль — Альбрехт IV, граф (1190 — 1253)
  - Трирское курфюршество — Иоанн I, курфюрст (1189 — 1212)
  - Тюрингия — Герман I, ландграф (1190 — 1217)
  - Церинген — Бертольд V, герцог (1186 — 1218)
  - Чехия — Пржемысл Отакар I, король (1198 — 1230)
    - Моравская марка — Владислав Йиндржих, маркграф (1192 — 1194, 1197 — 1222)

  - Швабия — Филипп, герцог (1196 — 1208)
  - Шверин —
    - Гунцелин II, граф (1195 — 1220)
    - Генрих I Чёрный, граф (1195 — 1228)

  - Эно (Геннегау) — Бодуэн VI, граф (1195 — 1205)
  - Юлих — Вильгельм II, граф (1176 — 1207)
- Сербия (Рашка) —
  - Стефан II Первовенчанный, великий жупан[англ.]* (1196 — 1202, 1204 — 1217)
  - Вукан Неманич, великий жупан[англ.]* (1202 — 1204)
- Сицилийское королевство — Федерико II, король (1197 — 1212, 1217 — 1250)
- Уэльс —
  - Гвинед — Лливелин Великий, принц (1195 — 1240)
  - Дехейбарт — Майлгун ап Рис, король (1201 — 1216)
  - Поуис Вадог — Мадог ап Грифид Майлор, король (1191 — 1236)
  - Поуис Венвинвин — Гвенвинвин ап Оуайн, король (1195 — 1208, 1212 — 1216)
- Франция — Филипп II Август, король (1180 — 1223)
  - Аквитания — Алиенора, герцогиня (1137 — 1204)
    - Арманьяк — Жеро IV Транкалеон, граф (1193 — 1215)

  - Ангулем —
    - Эмар I, граф (1186 — 1202)
    - Изабелла, графиня (1202 — 1246)

  - Анжу — Иоанн Безземельный, граф (1199 — 1204)
  - Блуа — Людовик, граф (1191 — 1205)
  - Бретань — Артур I, герцог (1196 — 1203)
  - Булонь — Ида Булонская, графиня (1173 — 1216)
  - Бургундия (герцогство) — Эд III, герцог (1192 — 1218)
  - Вермандуа — Элеонора, графиня (1191 — 1213)
  - Макон — Гильом IV, граф (1184 — 1224)
  - Невер — Матильда де Куртене, графиня (1199 — 1257)
  - Нормандия — Иоанн Безземельный, герцог (1199 — 1204)
  - Овернь — Ги II, граф (1195 — 1222)
  - Прованс — Раймунд VI Тулузский, маркиз (1194 — 1222)
  - Тулуза — Раймонд VI, граф (1194 — 1222)
  - Фландрия — Бодуэн IX, граф (1195 — 1205)
  - Фуа — Раймунд Роже, граф (1188 — 1223)
  - Шалон — Беатрис, графиня (1192 — 1227)
  - Шампань — Тибо IV Трубадур, граф (1201 — 1253)
- Швеция — Сверкер II Карлссон, король (1196 — 1208)
- Шотландия — Вильгельм I Лев, король (1165 — 1214)

- Филипп II Август  
 1180-1223 
 Король Франции
- Всеволод Юрьевич Большое Гнездо  
 1176-1212 
 Великий князь Владимирский
- Вильгельм I Лев 
 1165-1214 
 Король Шотландии
- Филипп Швабский 
 1198-1208 
 Король Германии
- Отто IV 
 1198-1209 
 Король Германии
- Альфонсо VIII  
 1158-1214 
 Король Кастилии
- Саншу I  
 1185-1212 
 Король Португалии
- Кнуд VI 
 1182-1202 
 Король Дании
- Алексей III Ангел 
 1196-1203 
 Император Византии
- Джайаварман VII 
 1178-1218 
 Император Кхмерской империи
- Сверрир Сигурдссон 
 1184-1202 
 Король Норвегии
- Тамара 
 1184-1213 
 Царица Грузии
- Иоанн I Безземельный 
 1199-1216 
 Король Англии
- Альфонсо IX  
 1188-1230 
 Король Леона
- Санчо VII Сильный 
 1194-1234 
 Король Наварры
- Имре 
 1196-1204 
 Король Венгрии
- Педро II Католик 
 1196-1213 
 Король Арагона
- Калоян  
 1197-1207 
 Царь Болгарии
- Пржемысл Отакар I  
 1198-1230 
 Король Чехии
- Левон II 
 1198-1219 
 Царь Киликии
- Нин-цзун 
 1194-1224 
 Император Китая
- Манко Капак 
 1200-1230 
 Сапа Инка
- Энрико Дандоло  
 1192-1205 
 Дож Венеции
- Стефан II  Неманич  
 1196-1202, 1204-1217 
 Великий жупан Рашки
- Мешко Старый  
 1199-1202 
 Князь Краковский
- Цутимикадо 
 1198-1210 
 Император Японии
- Лливелин Великий  
 1195-1240 
 Принц Гвинеда
- Бодуэн IX (VI)  
 1195-1205 
 Граф Фландрии и Эно
- Иннокентий III 
 1198-1216 
 Папа римский